# Maciej Zieliński
Pour les articles homonymes, voir Zieliński.
Maciej Zieliński, né le 5 janvier 1971, à Wałbrzych, en Pologne, est un ancien joueur de basket-ball polonais. Il évolue au poste d'arrière. 

## Biographie
Après sa carrière sportive, il s'engage en politique. Il se présente aux élections législatives du 9 octobre 2011 dans la circonscription de Wrocław sur la liste de la Plate-forme civique (PO). Il se fait élire député à la Diète avec 6 099 voix préférentielles. Candidat à un second mandat au cours des élections législatives du 25 octobre 2015, il remporte seulement 3 550 votes de préférence, insuffisant pour figurer parmi les élus de la PO.

## Palmarès
Avec le Śląsk Wrocław
- Champion de Pologne (8 fois) en 1991, 1992, 1996, 1998, 1999, 2000, 2001 et 2002
- Vainqueur de la Coupe de Pologne (6 fois) en 1989, 1990, 1992, 1997, 2004 et 2005
- Vainqueur de la Supercoupe de Pologne (2 fois) en 1999 et 2000

Avec les Friars de Providence
- Champion de la conférence « Big East » en 1994

## Distinctions personnelles
- 3 fois MVP de la saison régulière du championnat de Pologne, en 1992, 1997 et 1999
- MVP des finales du championnat de Pologne en 1999
- 6 sélections dans le « 5 majeur » du championnat de Pologne, en 1991, 1992, 1996, 1997, 1998 et 1999
- 4 sélections dans le « 5 majeur » polonais du championnat de Pologne, en 2000, 2001, 2002 et 2003
- 5 sélections pour le PLK Stars Game, en 1996, 1998, 1999, 2000 et 2003